# Молдавија (покрајина)
Молдавија (рум. Moldova, укр. Молдова) је једна од три велике историјске румунске покрајине и од њих најисточнија, пружајући се од Карпата на западу до Дњестра на истоку. Ово подручје данас је издељено између Румуније, истоимене државе Молдавије и Украјине.
Под појмом „Молдавија“ у историји се често мисли на Молдавску кнежевину, која је трајала све до 1859. године.

## Природни услови
У географском смислу Молдавија је ограничена источним Карпатима на западу, реком Черемош на северу, реком Дњестар на истоку и Дунавом и Црним морем на југу.
Рељеф Молдавије је махом брежуљкаст, надморске висине 200-350 m. Планинско подручје је на крајњем западу (део Карпата), где се налази и највиши врх Инеу (2.279 m), уједно и најзападнија тачка покрајине. Потпуно равничарско тло једино на југоистоку Молдавије, у црноморском приморју (област Буџак).
Клима у Молдавији је континентална.
Молдавија је богата водама. Најважнија река је Прут, која дели покрајину на источну и западну половину. Источна половина се назива и Бесарабијом. На западу је важна река Сирет, на истоку гранична река Дњестар, а на југу такође гранични Дунав пре свог ушћа у море (северни део Делте Дунава припада овој покрајини).

## Историја
Већи део историје Молдавије везује се за Молдавску кнежевину, мада се зна да је још почетком средњег века ово подручје било насељено и влашким и словенским становништвом. У 13. веку започиње веће занимање за област Молдавије и то од стране Мађара због надирања ратоборних Татара на подручје Молдавије. 1353. године кнез Драгош био је послат од Мађара да успостави одбрану од претеће Златне Хорде, 1 1359. године други кнез, Богдан, успоставља управу над већим делом области (осим југа). Он се постепено ослобађа мађарске власти. Његови следбеници учвршћују власт, прво у Сирету, а касније у Јашу (од 1565. г.). 1392. године полази им за руком да осввоје излаз на Црно море. Тим чином Молдавија постаје важан политички чинилац, посебно за Мађаре и Пољаке. Упоредо са тим долази и до јачања црквеног седишта у Јашу (Молдавска митрополија).
У 15. веку почиње се осећати снажан притисак Отоманског царства. Тада кнежевина пада под вазални однос према Османлијама, а јужни приморски део прикључује се турским територијама. Раздобље вазалства кнежевини је донело назадовање у привредном и културном смислу, али будући поштеђена непосредне управе Молдавија остаје богато пољопривредно подручје. У овом раздобљу све се више осећа утицај Грка Фанариота и ниже властеле, који све више конкуришу кнезовима. Све ово је завршено сукобима крајем 16. века. Посебно тешко било због увлачења страних сила у сукоб (Пољска, Хабзбурзи).
Руско-турски рат 1710-11. године довео је нову силу - Русе - на границу Молдавије, што је изазвало устанак. Гушење устанка значило је нову фазу у историји кнежевине. Новоизабрани кнежеви били су од тада из редова цариградских Фанариота. Ово је довело до окретања нише властеле Русима. Током предстојећих ратова то ће се испољити руским напредовањем, да би 1812. године источна половина кнежевине (Бесарабија) припала Руском царству. То је довело и до пада фанариотске власти 1821. г.
После Руско-турски рат 1826-29. године почиње раздобље великом руског утицаја на Молдавију и Влашку. Овим Молдавија добила развијенијег заштитника што се одразило на општи развој. Ово је довело и до масовног досељавања Јевреја Ашкеназа у брзорастуће градове. Са друге стране, романтизам износи и жељу за уједињењем Молдавије у велику румунску државу, што ће се постепено десити током 50-их и 60-их година 19. века. 1866. године проглашењем успостављања државе Румуније престају постојати Влашка и Молдавија као засебна политичка подручја.

## Данашња политичка подела
Данас је подручје историјске покрајине Молдавије подељен на три државе:
- Румунија поседује највећи део (око 42%), тзв. румунску Молдавију са средиштем у граду Јаш
- Држава Молдавија дугује име овој покрајини, али заузима мањи простор, око 33% покрајине Молдавије. Средиште је Кишињев.
- Најмањи део Молдавије, око 25%, је украјинска област Буџак, која гравитира Одеси.
- У подручје Молдавије често се укључује и суседна историјска област Буковина на северу, данас већим делом у Украјини.

## Становништво
Молдавија спада у европске области са бројним етничким групама:
- Претежно становништво подручја (око 80%) некадашње Молдавије су Румуни, готово искључиви у западној и средишњој трећини покрајине, а бројни и у источној трећини. У њих се могу убројити и Молдавци.
- Украјинци насељавају обод Молдавије на северу (Буковина) и истоку (Придњестровље), као и Буџак на југоистоку.
- Руси махом живе у градовима источног дела подручја, које је било део бившег Совјетског Савеза (држава Молдавија, Буџак).
- Бугари живе у Буџаку и потомци су пребеглица са некадашњег турског подручја.
- Мала заједница Чанго Мађара живи у крајње западном делу Молдавије. То су једини „стари“ католици у Молдавији.
- Гагаузи су православно турско племе, насељено у јужном делу данашње државе Молдавије.
- Роми су мањина на целој подручју покрајине.
- Јевреји и Јермени данас су готово нестали, али су пре Другог светског рата били веома важан чинилац градског живота Молдавије.